# Linyphia albiapiata
Linyphia albiapiata är en spindelart som beskrevs av Arthur Urquhart 1891. Linyphia albiapiata ingår i släktet Linyphia och familjen täckvävarspindlar. Inga underarter finns listade i Catalogue of Life.